# Orobanche litorea
Orobanche litorea là loài thực vật có hoa thuộc họ Cỏ chổi. Loài này được Guss. mô tả khoa học đầu tiên năm 1828.